# Nabu-shuma-ishkun
Nabu-shuma-ishkun o Nabû-šuma-iškun va ser rei de Babilònia probablement de l'any 761 aC al 748 aC. Va governar en una època de disturbis civils. Provenia d'una tribu caldea anomenada Bit Dakkuri, aparentment sense cap relació amb el seu predecessor Eriba-Marduk.
El seu lloc a la Llista dels reis de Babilònia està confirmat per l'anomenada Crònica Sincrònica, que relaciona els reis de Babilònia amb els d'Assíria. Una font contemporània del seu regnat és una inscripció del governador de Borsippa Nabuma-umauma-imbi, que parla de la seva debilitat i de l'autonomia que tenien els seus funcionaris, i també parla de les incursions dels bandits caldeus i arameus i de les lluites per conservar el seu territori. A la nit, els carrers de la ciutat i els propers al temple es van transformar en un camp de batalla. Durant els anys cinquè i sisè del seu regnat hi va haver lluites tant importants que el déu Nabu no va poder participar en els ritus de l'Akitu o Festival d'any nou a Babilònia.
És el protagonista d'una crònica titulada Els crims i sacrilegis de Nabû-šuma-iškun, descoberta al temple d'Eanna, a Uruk i que va ser escrita en temps de l'Imperi Selèucida. Es conserva de forma fragmentària, però s'entén que l'acusen de violar tots els principis morals i legals i que per això va desaparèixer de forma ignominiosa. Se sap que va morir l'any 748 aC, quan el va succeir Nabonassar.